# ジャック・キャンベル (アメリカンフットボール)
ジャック・キャンベル（Jack Campbell, 2000年8月22日 - ）は、アメリカ合衆国アイオワ州シーダーフォールズ出身のアメリカンフットボール選手。ポジションはラインバッカー。

## 経歴

### カレッジ
3年目の2021年シーズンから先発に抜擢され、140タックル、2インターセプト、1サック、1タッチダウンを記録し、シーズン後にオールビッグ・テンのファーストチームに選ばれた。
4年目の2022年シーズンにも、オールビッグテンの第1チームに選ばれた。

### デトロイト・ライオンズ
| 6 ft 4+5⁄8 in (195 cm)          | 249 lb (113 kg) | 31+7⁄8 in (81 cm) | 10+1⁄4 in (26 cm) | 4.65 s | 1.59 s | 2.67 s | 4.24 s | 6.74 s | 37.5 in (95 cm) | 10 ft 8 in (3.25 m) |
| All values from the NFL Combine |                 |                   |                   |        |        |        |        |        |                 |                     |

ドラフト全体18位でデトロイト・ライオンズから指名された。